# Население Кишинёва
Население Кишинёва
| Год  | Население |
| ---- | --------- |
| 1812 | 7 000     |
| 1818 | 18 595    |
| 1835 | 34 079    |
| 1844 | 52 196    |
| 1851 | 58 849    |
| 1861 | 93 359    |
| 1865 | 94 047    |
| 1894 | 128 218   |
| 1897 | 108 000   |
| 1912 | 121 200   |
| 1930 | 114 800   |
| 1950 | 134 000   |
| 1963 | 253 500   |
| 1980 | 519 200   |
| 1991 | 676 700   |
| 1993 | 663 400   |
| 1996 | 662 500   |
| 2002 | 662 200   |
| 2005 | 661 200   |
| 2006 | 660 200   |
| 2007 | 658 400   |
| 2008 | 663 100   |
| 2009 | 663 200   |
| 2010 | 663 400   |
| 2011 | 664 700   |
| 2012 | 667 600   |
| 2013 | 671 800   |
| 2017 | 685 900   |

По итогам переписи 1774 года в Кишинёве проживало 600 жителей. Из них:
- 162 налогоплательщика;
- 110 семей — молдаван и русских  [источник не указан 4393 дня];
- 52 семьи — армян, евреев, цыган, греков и сербов.

Если с 1812 по 1818 годы население Кишинёва выросло с 7 (600 семейств) до 18 тысяч человек, то к концу века оно увеличивается до 110 тысяч.
Население города всегда было многонациональным. В начале XIX века в Кишинёве насчитывается 113 армянских семей и в 1814 году городские власти в центре города определяют участок (более 10 тысяч саженей) возле армянской церкви св. Богородицы (построена в 1803 году) для строительства культовых и других сооружений — Армянское Подворье, ограниченное нынешними улицами Армянской и Бендерской.
Если принять во внимание спад местного населения в 1829-30, 1834-36 и 1842 гг., когда множество людей погибло от чумы и холеры, ясно, что рост численности населения происходил не за счёт естественного прироста, а в основном за счёт миграционных процессов.
Энциклопедический словарь Брокгауза и Эфрона оценивал население Кишинёва с предместьями в 1894 году в 128 218 (66 422 мужчины и 61 796 женщин), из которых около 20 % жили в предместьях. Почти половину населения составляли молдаване — 54 890; затем следовали по численности: евреи — 26 120, русские, греки, болгары, румыны, цыгане, армяне, поляки и иностранцы. Православных — 88 624, раскольников — 3418, католиков — 8596, протестантов — 565, верующих ААЦ — 692, магометан — 123, евреев — 26120, прочих исповеданий 80. Если число домов в Кишинёве в 1788 году было до 300, то в конце XIX века их до 10 тысяч.
Согласно же первой всеобщей переписи населения Российской империи в 1897 году население города (без предместий) составляло 108483 чел., из которых евреев — 49829 чел. (45,9 %), великорусов (русских) — 29299 чел., молдаван — 19081 чел., малорусов (украинцев) — 3393 чел., поляков — 3247 чел., немцев — 1270 чел., болгар — 925 чел., армян — 369 чел., греков — 306 чел., цыган — 146 чел., гагаузов — 38 чел., остальныx — 580 чел.
В 1910 году в Кишинёве было 127 тысяч жителей, около 10 тысяч домов (всего 4 трёхэтажных дома), 142 улицы и переулка, 12 площадей, 5 садов и скверов. Население в 1897 и 1912 гг. меньше населения 1894 года, так как русские власти в эти годы не учитывали население пригородов Кишинёва.
После присоединения Бессарабии к Румынии численность населения города не увеличивается, и в июне 1940 года Кишинёв насчитывает 110 тысяч человек.
Если в 1944 году после оккупации германской группировкой город насчитывал всего 25 тысяч жителей, то к 1950 году в нём было уже 134 тысячи человек. В 1959 году еврейское население Кишинёва составляло 42 900 человек, в 1970 году — 49 900, в 1979 году — 42 400, в 2004 году — 2603.
1960 год — в Кишинёве 215 тысяч жителей. Интенсивное экономическое и социальное развитие города способствовало миграционной подвижности населения. Причём оно пополнялось как за счёт сельского населения республики (60 %), так и за счёт специалистов, прибывших из других регионов СССР. Приток мигрантов в 1980 году возрос вдвое по сравнению с 1950 годом. Рождение 500-тысячного кишинёвца город отметил в 1979 году.
После распада СССР численность населения Кишинёва стала резко сокращаться. Если в 1991 году город насчитывал 676 700 жителей, то в 2005 году его население составляло 592 600 человек.
Во второй половине 2000-х годов стала наблюдаться положительная динамика численности Кишинёва, которая сохраняется до сих пор. По данным на 1 января 2012 года численность муниципия Кишинёв составила 794 800 человек.
По данным Бюро Статистики Республики Молдова, на начало 2017 года, население Кишинёва в пределах города составляло 685,9 тысяч, а в пределах муниципия — 820,5 тысяч жителей (в том числе городское — 736,1 тыс.).
| | 2003 год | 2004 год | 2005 год | 2006 год | 2008 год | 2009 год | 2010 год | 2011 год | 2012 год | 2013 год | 2017 год |
| --- | -------- | -------- | -------- | -------- | -------- | -------- | -------- | -------- | -------- | -------- | -------- |
| Кишинёв | 662 200  | 662 200  | 592 600  | 660 200  | 663 100  | 663 200  | 663 400  | 664 700  | 667 600  | 671 800  | 685 900  |
| Дурлешты | 17 300   | 17 300   | 15 600   | 16 000   | 17 800   | 17 900   | 17 900   | 18 400   | 18 700   | 19 500   |          |
| Кодру | 11 500   | 11 500   | 14 500   | 11 500   | 11 500   | 11 500   | 11 500   | 11 800   | 12 200   | 12 000   |          |
| Криково | 7 600    | 7 600    | 9 800    | 7 800    | 8 400    | 8 400    | 8 400    | 8 600    | 8 700    | 8 500    |          |
| Сынжера | 11 200   | 11 200   | 11 600   | 7 000    | 7 800    | 7 800    | 7 800    | 7 900    | 8 000    | 8 400    |          |
| Вадул-луй-Водэ | 4 850    | 4 800    | 4 500    | 4 800    | 4 800    | 4 800    | 4 800    | 4 800    | 4 900    | 5 000    |          |
| Ватра | 3 400    | 3 400    | 3 300    | 3 400    | 3 400    | 3 400    | 3 400    | 3 400    | 3 400    | 3 500    |          |
| сёла | 61 900   | 61 900   | 64 800   | 68 200   | 68 300   | 68 600   | 69 100   | 69 900   | 71 300   | 71 900   |          |
| Всего: | 779 950  | 779 900  | 716 700  | 778 900  | 785 100  | 785 600  | 786 300  | 789 500  | 794 800  | 800 600  | 820 500  |
| Данные Департамента статистики и социологии Республики Молдова. Численность населения на 2005 и 2006 гг. рассчитана на основе предварительных данных переписи населения, проводившейся в октябре 2004 года. |          |          |          |          |          |          |          |          |          |          |          |

| всего             | 712 218 |
| ----------------- | ------- |
| православие       | 629 310 |
| католицизм        | 2227    |
| старообрядчество  | 98      |
| баптизм           | 4425    |
| пятидесятничество | 1256    |
| адвентизм         | 996     |
| ислам             | 995     |
| др. религии       | 8409    |
| атеизм            | 10 477  |
| без религии       | 9990    |
| не указано        | 44 035  |

| всего   | молдаване | %    | украинцы | %   | русские | %    | гагаузы | %   | румыны | %   | болгары | %   | др. нац-сти | %   | не указано | %   |
| ------- | --------- | ---- | -------- | --- | ------- | ---- | ------- | --- | ------ | --- | ------- | --- | ----------- | --- | ---------- | --- |
| 712 218 | 481 626   | 67,6 | 58 945   | 8,3 | 99 149  | 13,9 | 6446    | 0,9 | 31 984 | 4,5 | 8868    | 1,2 | 11 605      | 1,6 | 13 595     | 1,9 |

| всего   | 0—9    | 10—19   | 20—29   | 30—39  | 40—49   | 50—59  | 60—69  | > 70   | не указано |
| ------- | ------ | ------- | ------- | ------ | ------- | ------ | ------ | ------ | ---------- |
| 712 218 | 60 051 | 136 572 | 144 029 | 99 544 | 107 956 | 79 807 | 43 451 | 31 483 | 9325       |

Источник: Официальные итоги переписи населения октября 2004 г.
По данным переписи 2014 года на румынском языке говорило 195555 человек, на молдавском 148447 человек, на русском 93435 человек 
Большинство населения Молдаване
Языки повседневного общения - молдавский 133027, румынский 19701 и русский 115434